# Sarakatsani
Els sarakatsani (grec: Σαρακατσάνοι), mot en aromanès el significat de la qual és "els pobres",  són una població ètnica nòmada tradicionalment part del poble aromanès, que habita principalment les muntanyes del sud-est de la Península Balcànica. Els pastors sarakatsani viuen encara en un règim seminòmada, a l'estiu menen els ramats fins a terrenys de pastura elevats i tornen a les valls a la tardor. Una part dels arumans que van passar d'emprar l'aromanès a usar el grec, reben el nom de sarakatsani de Grècia. Seria un cas semblant als morlacs. Una part significativa dels sarakatsani s'estan en poblacions urbanes al centre i nord de Grècia i altres petites poblacions en el sud d'Albània, Bulgària i Macedònia.
Les planes de Grècia central i meridional estan habitades per altres grup de pastors transhumants: els karagounides (grec: Καραγκούνηδες), mentre que les muntanyes d'Agrafa en l'oest del país estan dominades pels sarakatsani.